# Río Oca (Vizcaya)
El río Oca (en euskera: Oka) es un río de la vertiente cantábrica de la península ibérica que discurre por tierras de Vizcaya, en el País Vasco (España). 
La cuenca del río Oca es parte principal de la Reserva de la biosfera de Urdaibai, espacio protegido calificado así por la Unesco en 1984. Su riqueza naturalista, y en especial ornitológica, fue base fundamental para esta calificación y para la declaración como Zona de Especial Protección para las Aves (ZEPA) en 1994 y su integración en la Red Natura 2000. En 1992 se incluyó en la relación de Humedales de importancia internacional del Convenio RAMSAR por decisión del Consejo de Ministros.
Existen otros ríos denominados de la misma forma; en España se encuentra el río Oca que recorre la provincia de Burgos y es afluente del río Ebro. En Rusia hay un río Oká que es afluente del Volga.

## Curso

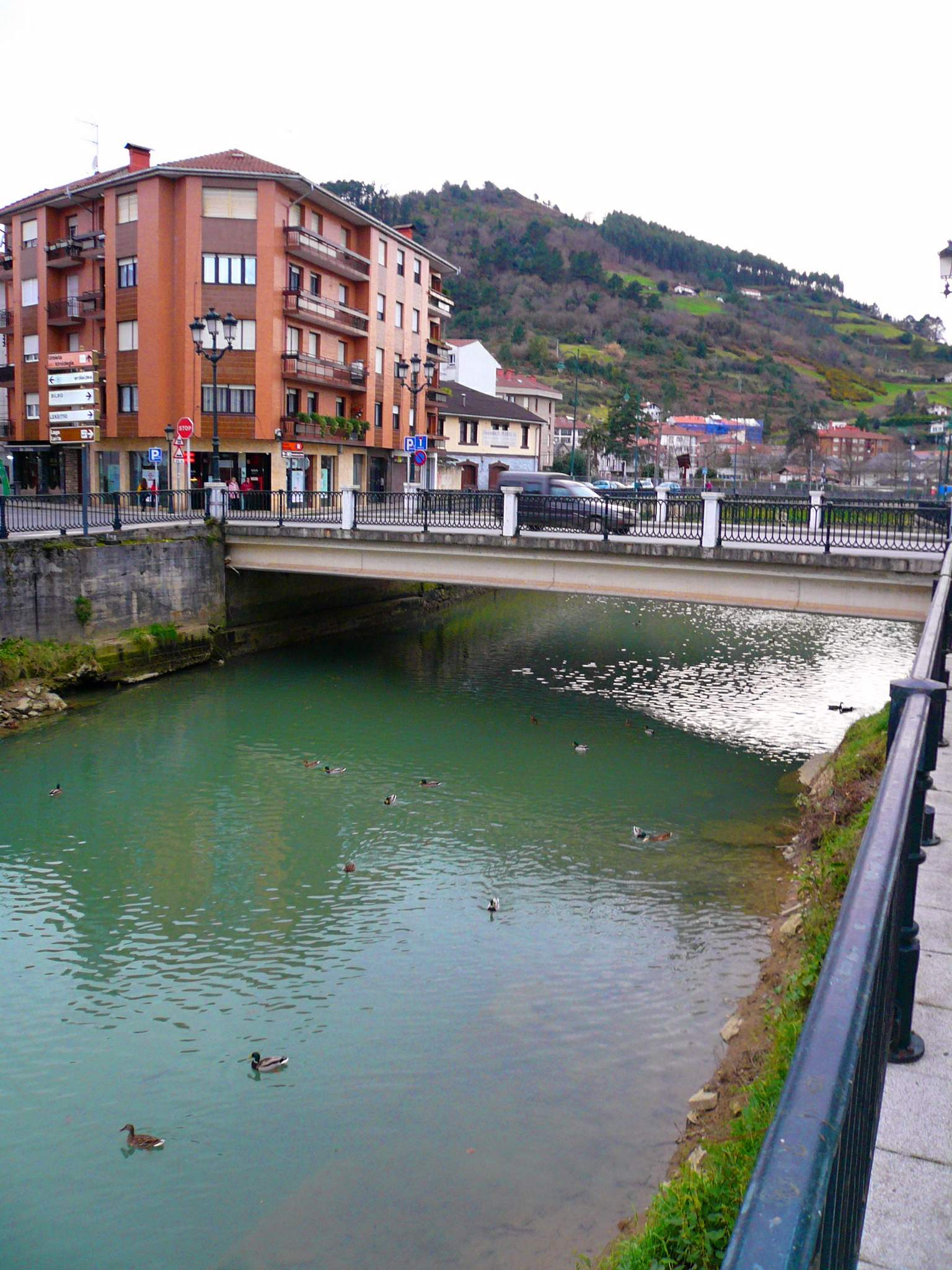
Río Oka a su paso por Guernica

Se origina con la confluencia en Zugastieta de varios arroyos provenientes de los montes Goroño, de 601 m de altitud; Oiz, de 1035 m; Bizkargi, de 563 m; y Arburu, de 552 m. Corre en dirección sur norte hasta que por fin desemboca en el estuario del Urdaibai. Tiene una longitud de 17 km.
El Oca atraviesa terrenos de los municipios de Mundaca, Pedernales, Busturia, Murueta, Forua, Guernica y Luno, Ajánguiz, Mendata, Arrazua, Cortézubi, Gautéguiz de Arteaga, Múgica e Ibarranguelua.

## Cuenca
La cuenca del río Oca tiene una superficie de 132 km² y una longitud de 17 km. La parte superior de la misma está formada por multitud de arroyos que bajan de los montes que la rodean por su parte sur. Es a la altura de Zugastieta donde el río toma entidad. Los arroyos fluyen encajonados en estrechos y pendientes valles muy abruptos que se cubren con bosque de ribera y se rodean de plantaciones forestales de pino de Monterrey (Pinus insignis). Los desniveles de las laderas del lado oriental llegan hasta 250 metros. Desde Zugastieta, el Oca corre en un cauce pedregoso y forma rápidos y cascadas.
Pocos kilómetros antes de Guernica el terreno se vuelve llano y el cauce sinuoso; a partir de la Villa Foral se convierte en ría, ya que la influencia de la marea llega hasta allí. Guernica tuvo puerto fluvial, al que llegaban las embarcaciones procedentes del puerto de Mundaca, situado en la boca de la ría. Estas embarcaciones se denominaban nadichuelos mercantiles. La existencia del puerto en el Oca a la altura donde se ubica Guernica fue causa principal para su fundación, tal y como se señala en su Carta Puebla: 

Sepan cuantos esta carta proivilegio vieren. como yo, Don Tello, con placer de todos los vizcainos, fago en Guernica población e villa que se dice Puerto de Guernica.../... otrosi mando que non debes portazgo ni treintazgo ni preciode nave nin Bagel, nin de otra mercancia, que venga e vaia de este lugar de Guernica.

Antes de llegar a Guernica el Oca recibe por su orilla izquierda al arroyo Ugarte, también llamado Múgica, que procede de las laderas del Vizcargui, y pasada la Villa Foral, por la derecha, a su principal afluente, el Berrekondo, que llega de las faldas del Oiz, de donde también procede el Golako después de recorrer 15 km. Cerca de la isla de San Cristóbal se incorpora por la izquierda el Mape, que proviene del monte Sollube, del que también adquiere denominación.
Buena parte del territorio perteneciente a la parte derecha de la cuenca discurre sobre terreno calizo y forma un sistema kárstico. Esto hace que las aguas superficiales sean escasas y que los ríos que llegan al Oca tengan tramos subterráneos, como el río Oma.
A partir de que se forma la ría el terreno va cambiando según se acerca al mar. El río va depositando los sedimentos, colmatando el cauce y encharcándose según se acerca al mar. En el estuario el volumen mareal es muy superior al fluvial. Las aguas se mezclan atendiendo al modelo de estuario de mezcla total, o verticalmente homogéneo aunque en algunas ocasiones se pueda dar una leve estratificación.
Los sedimentos que aporta el río son llevados por las mareas corriente arriba y forman una llanura estuarina de escasa pendiente (0,2 m/km desde Guernica hasta Murueta). Las calizas del cretácico y las ofitas triásicas emergen entre los sedimentos arenosos por toda la longitud del estuario, llegando a estrechar severamente el valle en algunos tramos como el de Isla Bekoa.
Desde Guernica hasta Murueta se construyó a principios del siglo XX un canal rectilíneo que cortó el antiguo cauce del río, que era sinuoso. Este canal tiene 5 km de longitud y se conoce con el nombre de Corte de la Ría. Los meandros quedaron inservibles y han ido colmatándose. Parte de las marismas formadas a ambos lados del cauce se han desecado mediante estructuras llamadas munas o pólderes para destinar las tierras así ganadas a labores agrícolas o a prados de pasto para el ganado. Estos prados y pastizales de las munas suelen ser lugar de acogida de aves durante el invierno.
Los sedimentos de los comaltados de la llanura fluvial van dando paso a los fangos, y estos, en un proceso de mezcla progresiva, a las arenas que ocupan la boca de la ría. En la orilla derecha se abre el gran arenal de Laida, mientras que en la izquierda se ubica la población marinera de Mundaca.
Cerrando la boca de la ría se halla la Isla de Ízaro que forma un pequeño archipiélago con los islotes Hotzarri y Potorro-harri entre otros. Ízaro estuvo unida al continente por el cabo de Antzora; actualmente está separado del mismo por un canal arenoso.

### Uso del suelo
Los suelos de la cuenca tienen un uso principalmente agropecuario y forestal. En la parte alta de la misma el uso es mayoritariamente forestal, con plantaciones de pinos y eucaliptos destinados a la explotación forestal. En las partes inferiores el uso es agropecuario. Las zonas que rodean las poblaciones están ocupadas por servicios para éstas y por industrias de diverso tipo, entre las que destaca la metalúrgica, naval, química y conservera.
Al estar protegida bajo la figura de Reserva de la Biosfera de Urdaibai, la totalidad de la cuenca del Oca los usos se rigen por el Plan rector de uso y gestión, uno de los instrumentos que desarrolla la Ley de protección y ordenación de la Reserva de la Biosfera de Uradibai. El primer plan rector se puso en vigor en diciembre de 1993 y fue modificado en 2003. El plan rector intenta consensuar a todos los afectados por la protección de la Reserva de la Biosfera, conservando el patrimonio natural y cultural del área protegida y permitiendo un desarrollo sostenible de sus habitantes. El plan rector es una herramienta de gestión y planificación territorial que permite conocer objetivos, instrumentos, zonificación y regulación del uso del suelo rústico protegido. El objeto del plan rector es proteger y recuperar el conjunto de ecosistemas que existen en el área protegida de la Reserva de la Biosfera de Urdaibai, haciendo especial hincapié en las aguas (subterráneas y superficiales) y en las masas de vegetación autóctonas, así como en impulsar y promover un uso racional del suelo rural.
- Plan rector de uso y gestión de la Reserva de la Biosfera de Urdaibai

## Flora y fauna

### Flora
La vegetación que se desarrolla en Urdaibai tiene una base netamente atlántica. En ella abundan los prados, arboledas de roble, bosques frondosos y especialmente plantaciones de coníferas de rápido crecimiento (Pinus radiata o insignis). La zona costera se encuentra cubierta de bosques cantábricos de encinas cantábricas y madroños. Este mundo vegetal, donde se han descrito 615 especies de plantas, da cobijo a un rico mundo animal con descripción de 318 especies de vertebrados, 245 de los cuales son aves.
La vegetación depende de los diferentes ambientes que se dan en la cuenca. La salinidad del agua, la naturaleza del terreno, la orientación... son factores que influyen en el tipo de vegetación predominante. En las zonas altas de la cuenca, junto a las plantaciones comerciales de pino y eucalipto, se conservan algunos tramos de bosque atlántico de castaños, robles y fresnos, y de bosque de galería donde abunda el aliso junto con el roble, el fresno, el arce y el olmo. También se ven sauces. Las marismas están compuestas por vegetación nitrófila herbácea y arbustiva. En las zonas de alta influencia marina, con salinidad similar a la del mar y suelos de arena o limo arenosos, se desarrolla la zostera de nolti. Esta zona se inunda con la pleamar. Cuando el suelo es limoso y tiene un alto contenido en materia orgánica se desarrolla la espartina marítima. Cuando la zona ya no es inundada por la marea, o lo es en raras ocasiones, se dan desarrollos de juncales de junco de mar y carrizales, y cuando la salinidad es reducida parecen las praderas de elymus.
La mayoría de las tierras medias están ocupadas por la campiña atlántica, que es el área que ha sido intervenida directamente por el ser humano. La propia formación de la misma se debe a la explotación agrícola y ganadera de los caseríos. En este ambiente se da una gran riqueza ecológica al alternar los cultivos con prados, landas y bosques. Se está produciendo un proceso de deterioro de este ambiente debido al abandono de las labores agrícolas y la plantación de pinos.

### Fauna

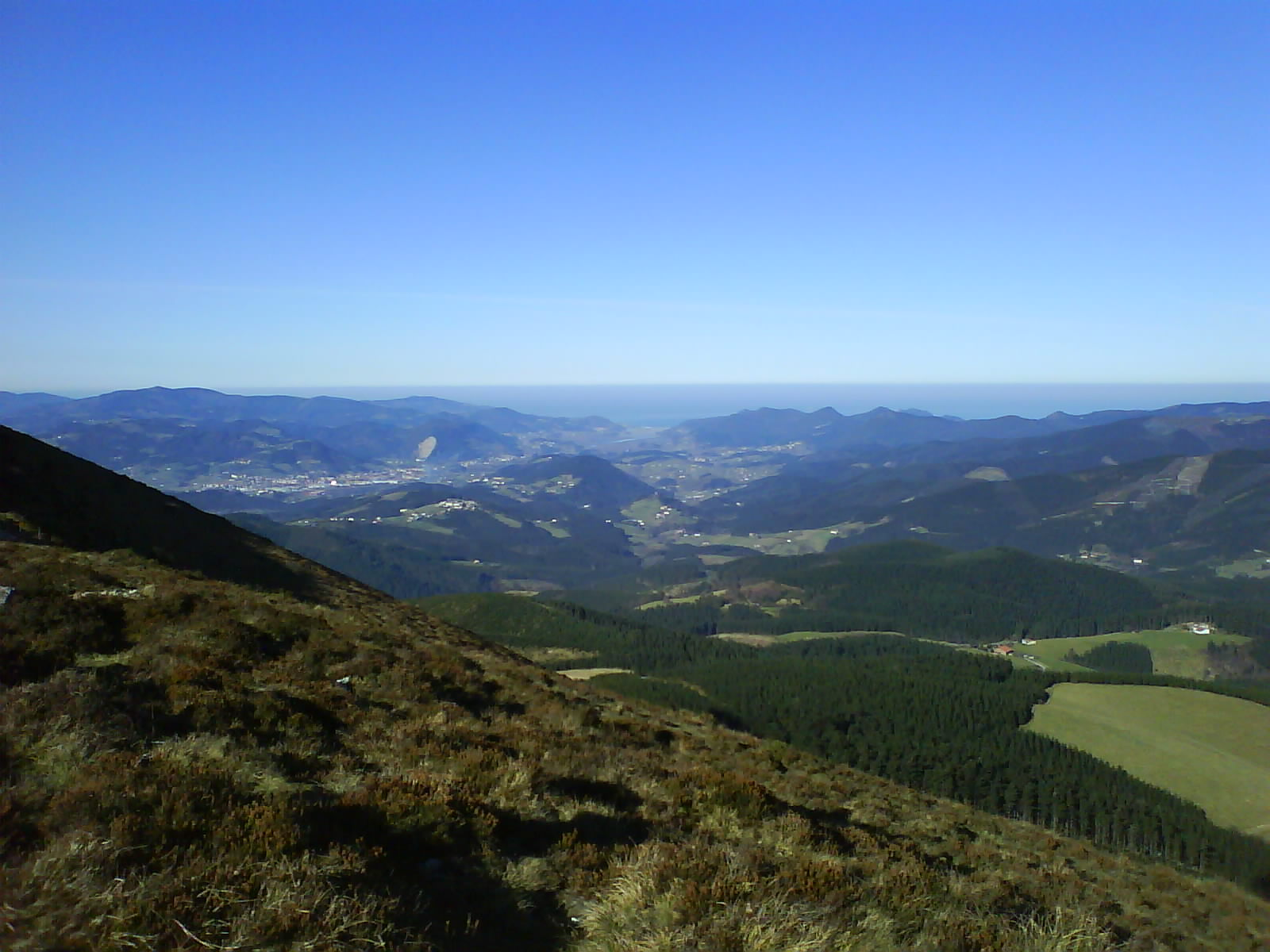
Vista general de la cuenca del Oca.

En las aguas del Oca y sus afluentes se pueden ver varias especies de peces y anfibios. Los peces difieren con el lugar del curso del río. En la cabecera y tramo alto del curso se encuentra trucha, locha, anguila, Cabuxino enano y escallo, mientras que en los tramos medios aparece también barbo y loina, que van haciéndose más abundantes según el río se aproxima a su desembocadura, en detrimento de los anteriores. En la ría se dan especies de agua salada como el cabuxino enano, corcón, platija y anguila.
Los anfibios están muy presionados por las condiciones medioambientales y la presión humana. Hay buen número de especies de anfibios como salamandras, tritones jaspeados, sapos, ranas bermejas, rana de San Antonio, rana patilarga y eslizón tridáctilo.
Hay también un importante y relevante número de especies de mamíferos, tanto grandes como pequeños. Tiene importancia especial el caso del visón europeo, una especie en peligro de extinción, pero también se encuentran el lirón gris, el turón y el gato montés, que están protegidos. También hay conejo, gineta, garduña, musgaño patiblanco, jabalí y corzo. Se puede ver algún visón americano escapado de alguna granja.

### Avifauna
La fauna más significativa es la avícola. Esta fue la base que sirvió para establecer la protección de estos territorios. La ubicación de la reserva en pleno recorrido migratorio hace de sus marismas un lugar de invernada y paro migratorio (descanso y alimentación) de muchas de las aves que migran entre los continentes de Europa y África. A esta función de refugio se suman las especies sedentarias y las estivales que utilizan la reserva como lugar de nidificación.
Desde 2009, el estudio de las aves de la marisma y alrededores se lleva a cabo a través del Urdaibai Bird Center39, centro ornitológico de referencia a nivel europeo.[cita requerida] Entre los proyectos que se llevan a cabo se estudian la ecología espacial y uso del hábitat, los movimientos migratorios, la biología, dinámica poblacional y otros aspectos de las aves de este entorno protegido. Mediante el anillamiento científico se procede a la realización de estudios que tienen como objetivo profundizar en el conocimiento de las especies.
Según el último Anuario Ornitológico del humedal de Gautegiz Arteaga realizado por Urdaibai Bird Center, entre las especies más representativas destacan la garza real, la espátula común, el águila pescadora, el avetoro, la cigüeñuela común, el archibebe claro, el zampullín común, la garceta grande, el silbón europeo, el alcotán europeo, el carricerín cejudo y el martín pescador. Todas ellas observables en diferentes momentos del año. Hay que destacar que en Urdaibai hay presencia de especies raras o muy raras en las zonas húmedas españolas como barnacla carinegra, eider común, negrón especulado o pato havelda así como barnacla cariblanca y cisne cantor cuyo número aumenta con la temporada invernal.
- Memoria de investigación ornitológica 2013
- Memoria de investigación ornitológica 2012
- Anuario 2010-2011

## Afluentes
Por la derecha
- Berrekondo
- Golako
- Río Oma

Por la izquierda
- Ugarte o Múgica
- Busturia
- Sollube

### Río Golako
Con buena calidad de agua, que se muestra en su rica y variada comunidad de macroinvertebrados. Tiene zonas de valor escénico por el paisaje dotado de gran vegetación arbórea y una gran diversidad de ecosistemas fluviales.
En sus orillas se ubican diferentes molinos y ferrerías como las de Olazaharra y Uharka; la presa de esta última alimenta actualmente una minicentral hidroeléctrica.

### Río Oma
Recorre los valles de Basondo y Oma bajo la mole caliza del Ereñozar. La naturaleza caliza del terreno ha formado un sistema kárstico que llama la atención por las numerosas dolinas que se pueden observar y el gran número de cuevas. El terreno calizo es base para el desarrollo del encinar cantábrico, existiendo en este lugar uno de los más relevantes bosques de encina de Vizcaya. Todavía se pueden apreciar los restos de algún molino.